# Hayley Chase
Hayley Chase (16 de agosto de 1991) es una actriz estadounidense, reconocida por interpretar el papel de Joannie Palumbo en Hannah Montana. Ha aparecido en una gran cantidad de anuncios publicitarios en televisión para marcas internacionales como Yoplait y AT&T.

## Filmografía

### Cine
| Año  | Título         | Rol   | Notas |
| ---- | -------------- | ----- | ----- |
| 2008 | Proud American | Megan |       |

### Televisión
| Año       | Título                           | Rol             | Notas                       |
| --------- | -------------------------------- | --------------- | --------------------------- |
| 2003      | 7th Heaven                       | Lauren          | "Charity Begins at Home"    |
| 2006      | Monk                             | Emily C.        | "Mr. Monk and the Big Game" |
| 2007      | Medium                           | Nancy Claymore  | "The Boy Next Door"         |
| 2007–2011 | Hannah Montana                   | Joannie Palumbo | Recurrente                  |
| 2008      | The Mentalist                    | Darlene Pappas  | "Red Tide"                  |
| 2009      | Make It or Break It              | Gimnasta        | "Pilot"                     |
| 2010      | NCIS                             | Kimberly        | "Guilty Pleasure"           |
| 2010      | Lie to Me                        | Liz             | "Beyond Belief"             |
| 2010      | House                            | Julie           | "A Pox on Our House"        |
| 2011      | Criminal Minds: Suspect Behavior | Jill            | "Lonely Hearts"             |
| 2011      | Inside                           | Lucca Scibird   | "Inside"                    |
| 2011      | Hawaii Five-0                    | Jenn Hassley    | "Ua Lawe Wale"              |
| 2011      | CSI: Miami                       | Ellie Wyatt     | "Blown Away"                |
| 2011      | Criminal Minds                   | Heather Wilson  | "Hope"                      |
| 2016      | OREGONe                          |                 | Directora                   |